# Кузмин
Кузмин је насеље у општини Сремска Митровица, у Сремском округу, у Србији. Према попису из 2022. било је 2569 становника.

## Историја
Подручје Кузмина било је насељено још у време праисторије, а касније и и у доба антике и средњег века.
Новија историја Кузмина везана је за 16. век. Како се наводи у више извора село је име добило по светим мученицима и бесребреницима, лекарима и чудотворцима светим Козми и Дамјану. Турски путописци као и управитељи који су убирали део пореза у овом делу Срема такође пишу о Кузмину. Још тада помиње се да су становници села Рашани, односно Раци како су тада називани Срби.
У 17. и 18. веку изграђена је првобитна црква, која је изгорела у пожару, да би темељи нове цркве посвећене Козми и Дамјану били започети 1773. године. У црквеним летописима забележен је велики труд и љубав са којима су тадашњи становници Кузмина градили цркву. Храм су до 1855. године украшавали иконописац Јован Клајић из Новог Сада и фреско-молер Карл Вилиновски. Сама црква у току свог постојања доживела је неколико оштећења споља и изнутра, што због ратова што због временских непогода.
Кузмински парох Петар Руњанин (1775—1839) бавио се књижевним и преводилачким радом. Објавио је у Будиму 1813. године превод са немачког Кампеовог дела: "Теофрон или искусни Саветник за Јуност безискусну...". Написао је књигу о "српском народном конгресу" (црквено-народном сабору) одржаном 1837. године, коју је издао 1839. године у Новом Саду. После његове смрти објављени су вредни рукописи: "Автобиографија Петра Руњанина" (Карловци 1914) и "Петра Руњанина историја села Кузмина" (Карловци 1936).
У Кузмину је рођен 1788. године Димитрије Владисављевић, дугогодишњи заслужни српски народни учитељ у Трсту. Завршио је гимназију и Богословију у Карловцима, па био учитељ у Ријеци. Превели су га Срби Тршћани, код себе где је 44 године радио у школи. Бавио се писањем и превођењем, објавио је граматику италијанско-српску (и обрнуто), умро је 1858. године.

## Демографија
У насељу Кузмин живи 2703 пунолетна становника, а просечна старост становништва износи 40,6 година (40,1 код мушкараца и 41,2 код жена). У насељу има 1050 домаћинстава, а просечан број чланова по домаћинству је 3,23.
Ово насеље је великим делом насељено Србима (према попису из 2002. године), а у последња три пописа, примећен је пад у броју становника.
|  |

| Демографија | Демографија | Демографија |
| Година      | Становника  | Становника  |
| ----------- | ----------- | ----------- |
| 1948.       | 3.916       |             |
| 1953.       | 3.953       |             |
| 1961.       | 4.086       |             |
| 1971.       | 3.888       |             |
| 1981.       | 3.730       |             |
| 1991.       | 3.491       | 3.454       |
| 2002.       | 3.391       | 3.478       |

| Етнички састав према попису из 2002.‍ | Етнички састав према попису из 2002.‍ | Етнички састав према попису из 2002.‍ | Етнички састав према попису из 2002.‍ | Етнички састав према попису из 2002.‍ |
| ------------------------------------ | ------------------------------------ | ------------------------------------ | ------------------------------------ | ------------------------------------ |
|                                      |                                      |                                      |                                      |                                      |
| Срби                                 | Срби                                 |                                      | 3.272                                | 96,49%                               |
| Хрвати                               | Хрвати                               |                                      | 19                                   | 0,56%                                |
| Мађари                               | Мађари                               |                                      | 17                                   | 0,50%                                |
| Југословени                          | Југословени                          |                                      | 13                                   | 0,38%                                |
| Роми                                 | Роми                                 |                                      | 10                                   | 0,29%                                |
| Немци                                | Немци                                |                                      | 8                                    | 0,23%                                |
| Словаци                              | Словаци                              |                                      | 5                                    | 0,14%                                |
| Русини                               | Русини                               |                                      | 5                                    | 0,14%                                |
| Црногорци                            | Црногорци                            |                                      | 2                                    | 0,05%                                |
| Словенци                             | Словенци                             |                                      | 1                                    | 0,02%                                |
| Румуни                               | Румуни                               |                                      | 1                                    | 0,02%                                |
| Македонци                            | Македонци                            |                                      | 1                                    | 0,02%                                |
| непознато                            | непознато                            |                                      | 9                                    | 0,26%                                |

| Година пописа     | 1948. | 1953. | 1961. | 1971. | 1981. | 1991. | 2002. |
| ----------------- | ----- | ----- | ----- | ----- | ----- | ----- | ----- |
| Број домаћинстава | 876   | 948   | 1.066 | 1.098 | 1.135 | 1.107 | 1.050 |

| Број чланова      | 1   | 2   | 3   | 4   | 5   | 6  | 7  | 8 | 9 | 10 и више | Просек |
| ----------------- | --- | --- | --- | --- | --- | -- | -- | - | - | --------- | ------ |
| Број домаћинстава | 207 | 221 | 174 | 202 | 122 | 77 | 42 | 2 | 1 | 2         | 3,23   |

| Пол    | Укупно | Неожењен/Неудата | Ожењен/Удата | Удовац/Удовица | Разведен/Разведена | Непознато |
| ------ | ------ | ---------------- | ------------ | -------------- | ------------------ | --------- |
| Мушки  | 1.377  | 390              | 851          | 92             | 44                 | 0         |
| Женски | 1.454  | 274              | 859          | 280            | 41                 | 0         |
| УКУПНО | 2.831  | 664              | 1.710        | 372            | 85                 | 0         |

| Пол    | Укупно                    | Пољопривреда, лов и шумарство | Рибарство                            | Вађење руде и камена | Прерађивачка индустрија       |
| ------ | ------------------------- | ----------------------------- | ------------------------------------ | -------------------- | ----------------------------- |
| Мушки  | 846                       | 509                           | 0                                    | 0                    | 97                            |
| Женски | 416                       | 289                           | 0                                    | 0                    | 21                            |
| УКУПНО | 1.262                     | 798                           | 0                                    | 0                    | 118                           |
| Пол    | Производња и снабдевање   | Грађевинарство                | Трговина                             | Хотели и ресторани   | Саобраћај, складиштење и везе |
| Мушки  | 9                         | 62                            | 30                                   | 13                   | 23                            |
| Женски | 0                         | 3                             | 35                                   | 8                    | 4                             |
| УКУПНО | 9                         | 65                            | 65                                   | 21                   | 27                            |
| Пол    | Финансијско посредовање   | Некретнине                    | Државна управа и одбрана             | Образовање           | Здравствени и социјални рад   |
| Мушки  | 1                         | 4                             | 28                                   | 8                    | 7                             |
| Женски | 2                         | 3                             | 3                                    | 22                   | 15                            |
| УКУПНО | 3                         | 7                             | 31                                   | 30                   | 22                            |
| Пол    | Остале услужне активности | Приватна домаћинства          | Екстериторијалне организације и тела | Непознато            | Непознато                     |
| Мушки  | 3                         | 0                             | 0                                    | 52                   | 52                            |
| Женски | 4                         | 0                             | 0                                    | 7                    | 7                             |
| УКУПНО | 7                         | 0                             | 0                                    | 59                   | 59                            |

## Културна добра
- Српска православна црква Светих Кузмана и Дамјана, Кузмин — велики значај;
- два стара амбара („чардака“) — велики значај:
  - Амбар у Кузмину, Савска 94
  - Амбар у Кузмину, Змај Јовина 57